# Juan Diego Covarrubias
Juan Diego Covarrubias Aceves (Guadalajara, Jalisco; 24 de marzo de 1987) es un actor mexicano.

## Biografía
Nació en Guadalajara, hijo de Juan Diego Covarrubias y Alma Aceves. Posee tres hermanas Denisse, Michelle, y Ana Paula, y un hermano llamado Rodrigo. 
Estudió en el Centro de Educación Artística de Televisa y posteriormente obtuvo un papel en la telenovela juvenil Atrévete a soñar, del productor Luis de Llano, interpretando a "Johnny". Posteriormente se integró al elenco de la obra 'Bella y Bestía' 
Finalizó las grabaciones de la telenovela del productor José Alberto Castro: Teresa, en la cual interpretó a un joven llamado "Julio", y donde compartió créditos al lado de Angelique Boyer y Sebastián Rulli.
Coprotagonizó Una familia con suerte, producción de Juan Osorio, donde trabajó junto a Daniela Castro, Arath de la Torre, Mayrín Villanueva, Sergio Sendel, Sherlyn, entre otros.
Participó en Amor bravío de Carlos Moreno Laguillo, donde trabajó con Silvia Navarro, en su primer papel antagónico.
En el 2013 realiza un papel doble como protagonista y villano en De que te quiero, te quiero, producida por Lucero Suárez en donde dio vida a los gemelos Diego y Rodrigo, en esta producción comparte créditos con Livia Brito.
En el 2015 vuelve a ser llamado por Lucero Suárez para protagonizar La vecina, al lado de Esmeralda Pimentel.
En el 2017 lo llama Angelli Nesma para protagonizar Me declaro culpable, a lado de Irina Baeva.
El 19 de noviembre de 2020 se convirtió en padre junto a Renata Haro.

## Filmografía

### Telenovelas
| Año       | Telenovela                    | Personaje                        |
| --------- | ----------------------------- | -------------------------------- |
| 2024-2025 | Las hijas de la señora García | Leonardo Portilla                |
| 2024      | Vivir de amor                 | Luciano Garza                    |
| 2021      | Diseñando tu amor             | Claudio Barrios                  |
| 2020      | Vencer el desamor             | Eduardo Falcón                   |
| 2019      | Cita a ciegas                 | Carolo                           |
| 2019      | Mi marido tiene más familia   | Carlos Rojas Navarrete           |
| 2017-2018 | Me declaro culpable           | Paolo Leiva Ruiz                 |
| 2015-2016 | La vecina                     | Antonio Andrade                  |
| 2013-2014 | De que te quiero, te quiero   | Diego Cáceres / Rodrigo Cáceres  |
| 2012      | Amor bravío                   | Yago Albarrán Mendiola           |
| 2011-2012 | Una familia con suerte        | Alfredo "Freddy" Irabien Arteaga |
| 2010      | Teresa                        | Julio                            |
| 2009-2010 | Atrévete a soñar              | Jonathan "Johnny"                |

### Cine
| Año  | Película  | Personaje |
| ---- | --------- | --------- |
| 2015 | A la mala | Álvaro    |

### Series
| Año           | Programa        | Personaje                                    |
| ------------- | --------------- | -------------------------------------------- |
| 2017-presente | Renta congelada | Fernando Federico Gómez Arriaga "El Hipster" |

### Teatro
| Año  | Obra                     | Personaje         |
| ---- | ------------------------ | ----------------- |
| 2016 | El fantasma en el espejo | James Monmouth    |
| 2010 | Bella & Bestia           | Príncipe / Bestia |

## Premios y nominaciones

### Premios TVyNovelas
| Año  | Categoría                  | Telenovela                  | Resultado |
| ---- | -------------------------- | --------------------------- | --------- |
| 2016 | Mejor actor protagónico    | La vecina                   | Nominado  |
| 2014 | Mejor actor protagónico    | De que te quiero, te quiero | Ganador   |
| 2012 | Mejor revelación masculina | Una familia con suerte      | Nominado  |

### Kids Choice Awards México
| Año  | Categoría                 | Telenovela             | Resultado |
| ---- | ------------------------- | ---------------------- | --------- |
| 2012 | Actor favorito de reparto | Una familia con suerte | Nominado  |

### Premios ACE (Nueva York)
| 2014 | De que te quiero, te quiero |             |         |
| 2014 | De que te quiero, te quiero | Mejor actor | Ganador |